# Белензуке
Белензуке представљају део традиционалног накита у Босни.
Наруквице су израђене традиционалном техником филиграна и типично су плочастих композиција, прављене низањем плочастих елемената и повезане алкицама- „бензелук“.
Ове наруквице су биле израђиване од стране сарајевских кујунџија који су правили накит од сребра и злата такође техником филиграна. Различите облик ових наруквица био је инсипирација за велики број различитих назива па тако можемо разликовати наруквице од корала, у облику обруча или са ланчићима. Међу најпознатијим наруквицама у народу биле су халхала односно наруквице у облику обруча. Издвајају се и наруквице „гужваре“ које одликује груба израда и величина и које су украшене јако крупним гранулама. 
Белензуке су прављене спајањем два полукруга покретном и непокретном иглом. Могу бити од злата, сребра, и легуре сребра, а према изради, метеријалу и ликовним својствима се доста разликују једна од друге.
Красиле су део руке иза шаке и јако су биле популарне код сеоских девојака, међутим белензуке су се израђивале и за велике војсковође, тачније за њихове сабље и пушке.